# Jeremy Mayfield
Pour les articles homonymes, voir Mayfield.
Statistiques en NASCAR Cup Series
Dernière mise à jour : 22 novembre 2012 
Jeremy Mayfield (né le 27 mai 1969 à Owensboro, Kentucky) est un pilote américain de NASCAR participant à la Sprint Cup.

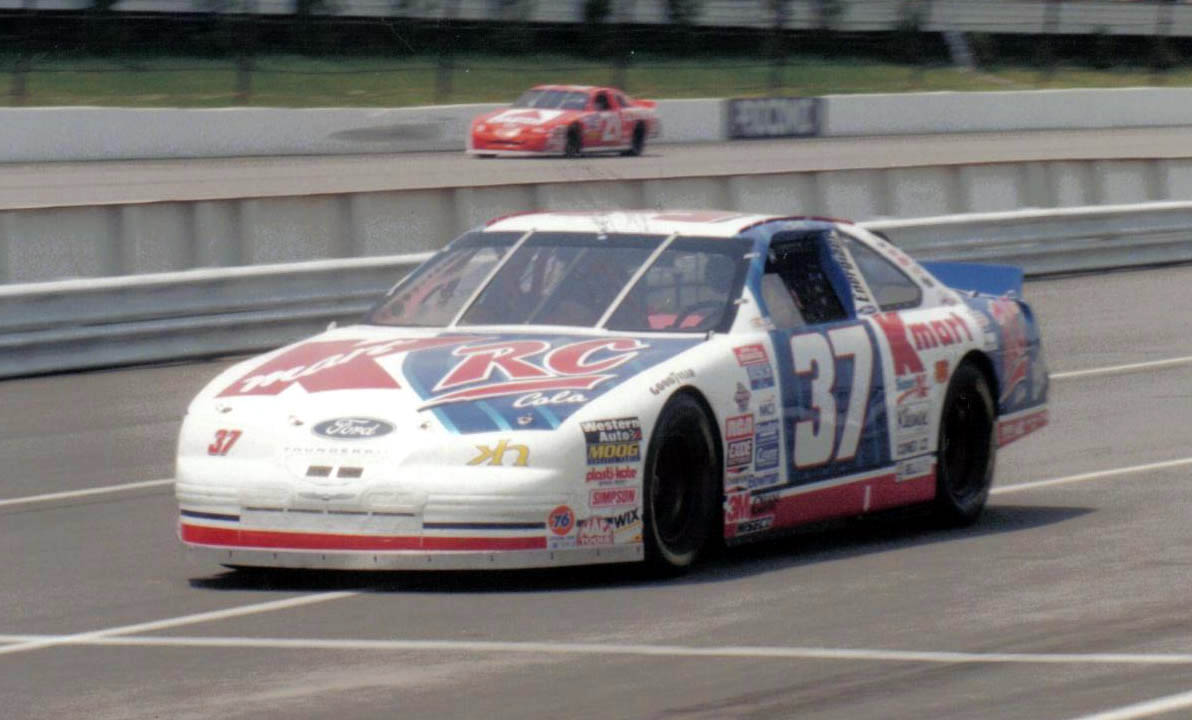
Jeremy Mayfield en 1997
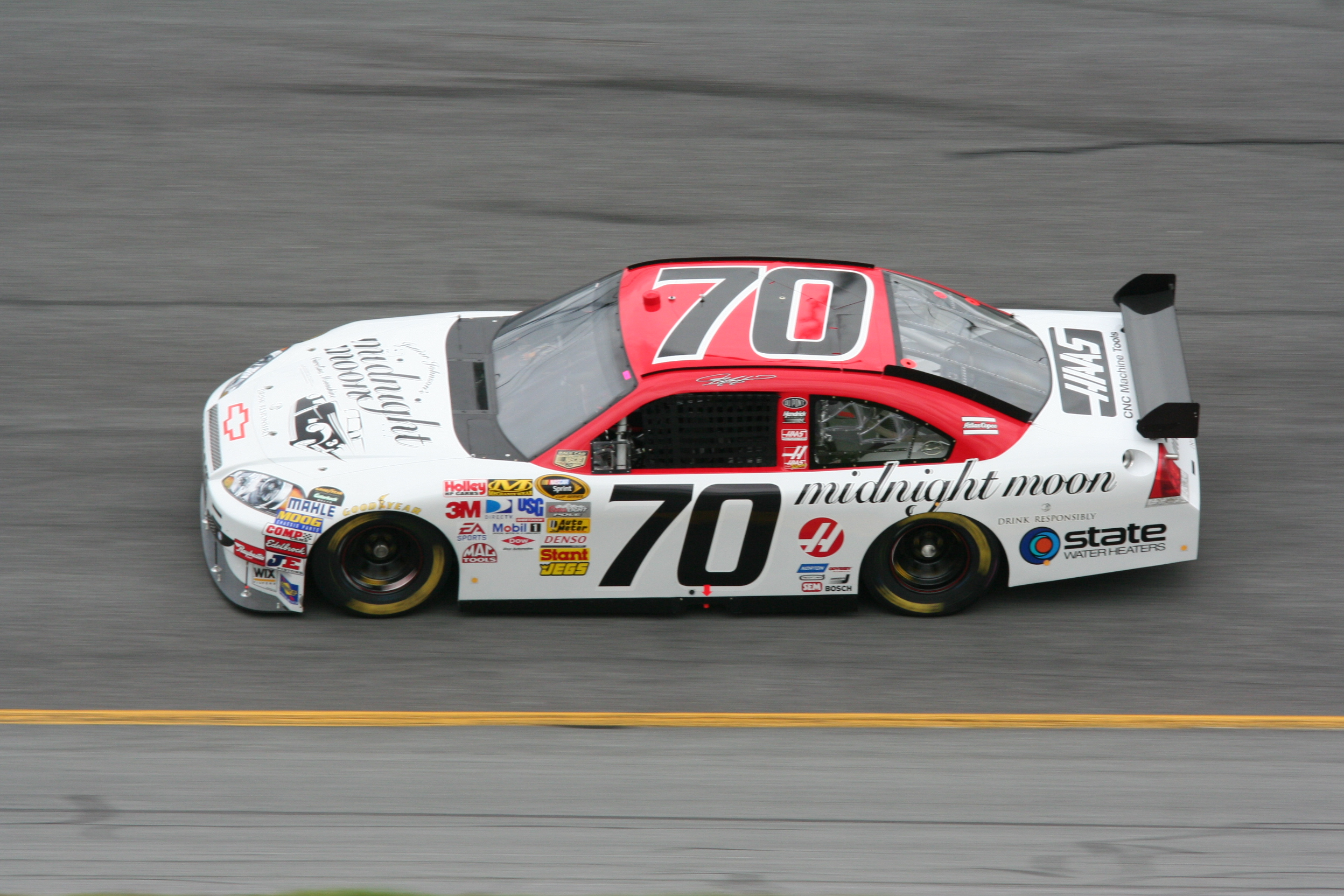
Jeremy Mayfield en 2008

## Résultats en Sprint Cup Series
| Année | Voiture               | Équipe                      | #  | Courses | Victoires | Poles | Top 5 | Top 10 | Gains       | Classement |
| ----- | --------------------- | --------------------------- | -- | ------- | --------- | ----- | ----- | ------ | ----------- | ---------- |
| 1993  | Ford Thunderbird      | Sadler Brothers Racing      | 95 | 1       | 0         | 0     | 0     | 3      | 4 830 $     | 75e        |
| 1994  | Ford Thunderbird      | Sadler Brothers Racing      | 95 | 20      | 0         | 0     | 0     | 3      | 225 265 $   | 37e        |
| 1995  | Ford Thunderbird      | Cale Yarborough Motorsports | 98 | 27      | 0         | 0     | 0     | 1      | 443 505 $   | 31e        |
| 1996  | Ford Thunderbird      | Cale Yarborough Motorsports | 98 | 30      | 0         | 1     | 2     | 2      | 591 253 $   | 26e        |
| 1996  | Ford Thunderbird      | Kranefuss-Haas Racing Team  | 37 | 30      | 0         | 1     | 2     | 2      | 591 253 $   | 26e        |
| 1997  | Ford Thunderbird      | Kranefuss-Haas Racing Team  | 37 | 32      | 0         | 0     | 3     | 8      | 921 455 $   | 13e        |
| 1998  | Ford Taurus           | Penske Kranefuss Racing     | 12 | 33      | 1         | 1     | 12    | 16     | 1 969 821 $ | 7e         |
| 1999  | Ford Taurus           | Penske Kranefuss Racing     | 12 | 34      | 0         | 0     | 5     | 12     | 1 880 089 $ | 11e        |
| 2000  | Ford Taurus           | Penske Kranefuss Racing     | 12 | 32      | 2         | 4     | 6     | 12     | 2 044 070 $ | 24e        |
| 2001  | Ford Taurus           | Penske Racing               | 12 | 28      | 0         | 0     | 5     | 7      | 2 574 577 $ | 35e        |
| 2002  | Dodge Intrepid        | Evernham Motorsports        | 19 | 36      | 0         | 0     | 2     | 4      | 2 397 056 $ | 26e        |
| 2003  | Dodge Intrepid        | Evernham Motorsports        | 19 | 36      | 0         | 1     | 4     | 12     | 2 928 440 $ | 19e        |
| 2004  | Dodge Intrepid        | Evernham Motorsports        | 19 | 36      | 1         | 2     | 5     | 13     | 3 784 174 $ | 10e        |
| 2005  | Dodge Charger         | Evernham Motorsports        | 19 | 36      | 1         | 0     | 4     | 9      | 4 425 798 $ | 9e         |
| 2006  | Dodge Charger         | Evernham Motorsports        | 19 | 22      | 0         | 0     | 0     | 0      | 2 546 899 $ | 39e        |
| 2007  | Toyota Camry          | Bill Davis Racing           | 36 | 17      | 0         | 0     | 0     | 0      | 1 364 274 $ | 45e        |
| 2007  | Chevrolet Monte Carlo | Haas CNC Racing             | 66 | 17      | 0         | 0     | 0     | 0      | 1 364 274 $ | 45e        |
| 2008  | Chevrolet Impala      | Haas CNC Racing             | 70 | 8       | 0         | 0     | 0     | 0      | 847 675 $   | 50e        |
| 2008  | Dodge Charger         | Chip Ganassi Racing         | 40 | 8       | 0         | 0     | 0     | 0      | 847 675 $   | 50e        |
| 2009  | Toyota Camry          | Mayfield Motorsports        | 41 | 5       | 0         | 0     | 0     | 0      | 568 888 $   | 54e        |